# Београдски рагби клуб Црвена звезда
Београдски рагби клуб Црвена звезда је рагби клуб из Београда и део је СД Црвена звезда.

## Историја
Група рагби ентузијаста је на Светог Николу 1982. године основала Београдски рагби клуб. 1993. промењен је назив у "Краљевски београдски рагби клуб". Александар II Карађорђевић је био патрон овог рагби клуба, до 2012. Тада је враћен стари назив "Београдски рагби клуб". Пошто је већина људи у клубу навијала за Звезду, промењен је назив у Београдски рагби клуб Црвена звезда 2014. У легенде клуба убрајају се Станислав Колунџија, Александар Попречица, Чедомир Виторовић, Дејан Штиглић...

## Успеси
Национално првенство - 4
1995, 2015, 2016, 2025
Национални куп - 4 
2004, 2010, 2014, 2016